# Marksmanship Medal
Ne doit pas être confondu avec Marksmanship badge ou Marksmanship ribbon.
La Marksmanship Medal est une récompense militaire de la United States Navy et des U.S. Coast Guard et est la plus haute récompense que l'on puisse recevoir pour une qualification en matière d'armement.
Comme un brevet, elle signale une qualification élevée dans le maniement des armes, et c’est d’ailleurs la plus haute distinction du genre qu’un militaire américain puisse recevoir. Elle est l’équivalent du Marksmanship badge qui signale la même qualification dans l’U.S. Army et dans le Corps des Marines.
Ce type de distinction est attribué à un militaire expert en tir de précision (marksman) avec un pistolet 9 mm (dans l’U.S. Navy), avec des munitions de type .40 S&W et avec un pistolet de type Sig-Sauer P226 (dans l’U.S. Coast Guard), ou avec un M 16 dans ces deux branches. Pour se qualifier au niveau expert, il faut obtenir une note supérieure lors d'un cours de qualification des armes approuvé. Le cours standard de qualification de la marine pour le pistolet consiste normalement en plusieurs séries de tirs en position appuyée du côté fort (debout), en position appuyée du côté faible (debout) et en position appuyée du côté fort (à genoux). Pour le fusil, le cours de qualification de la marine consiste à tirer en position assise et couchée,,.
Les tireurs d'élite sont autorisés à porter la Marksmanship Medal, décernée en deux décorations distinctes pour les qualifications au fusil ou au pistolet. Ceux qui se sont qualifiés à la fois au pistolet et au fusil peuvent recevoir les deux médailles simultanément. La médaille d'adresse au tir est portée comme une médaille de taille normale sur les uniformes d'apparat. Sur un uniforme de service, tous ceux qui ont réussi à se qualifier peuvent porter la médaille comme le ruban d'adresse au tir standard. Ceux qui se qualifient en tant qu'expert sont autorisés à porter le dispositif Expert sur le ruban et ceux qui se qualifient en tant que tireur d'élite sont autorisés à porter un dispositif "S" (bronze de la marine et argent des garde-côtes) pour ce ruban,,.
Les Navy Marksmanship Medals ont été décernées pour la première fois en 1969,.
| Navy        | Navy          | Navy                     |
| Pistolet M9 | Qualification | Fusil M16 ou carabine M4 |
| ----------- | ------------- | ------------------------ |
| 180-203     | Marksman      | 140-159                  |
| 204-227     | Sharpshooter  | 160-169                  |
| 228-240     | Expert        | 170-200                  |

| Coast Guard | Coast Guard   | Coast Guard |
| P229R DAK   | Qualification | Carabine M4 |
| ----------- | ------------- | ----------- |
| 114-128     | Marksman      | 140-166     |
| 129-143     | Sharpshooter  | 167-174     |
| 144-150     | Expert        | 175-200     |

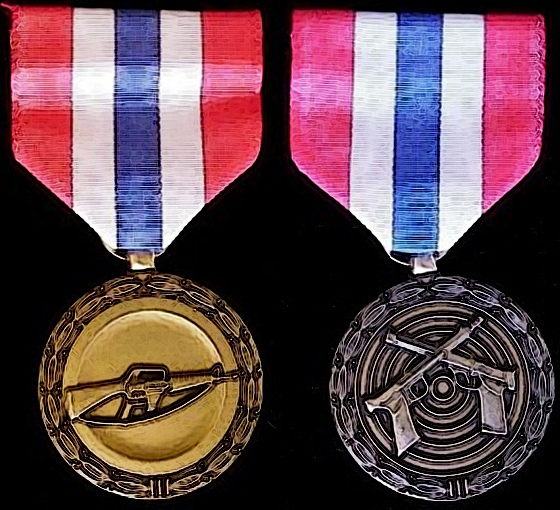
Alaska Adjutant General's Marksmanship Proficiency Medals

De même, le département des affaires militaires et des anciens combattants de l'Alaska (Alaska Department of Military and Veterans Affairs) décerne les médailles d'aptitude au tir de l'adjudant général de l'Alaska (Alaska Adjutant General's Marksmanship Proficiency Medals), une pour le fusil et une pour le pistolet, aux dix gardes ayant obtenu les meilleurs résultats au match de l'adjudant général de la Garde nationale de l'Alaska. Les lauréats de ces récompenses sont sélectionnés pour rejoindre l'équipe de tireurs d'élite de l'État et représenter la Garde nationale de l'Alaska aux championnats Winston P. Wilson de tir à la carabine et au pistolet, afin d'avoir une chance de remporter le Chief's Fifty Marksmanship Badge (insigne de tireur d'élite). Un ruban rouge, blanc et bleu est utilisé pour représenter les deux médailles () ; toutefois, les médailles de carabine et de pistolet suspendues à ce ruban sont distinctes,,.

## Sources
- (en) Cet article est partiellement ou en totalité issu de l’article de Wikipédia en anglais intitulé « Marksmanship Medal » (voir la liste des auteurs).